# Renlewessen
Koordinaten: 51° 20′ 34″ N, 9° 11′ 13″ O
Renlewessen war eine Dorfsiedlung in der heutigen Gemarkung der nordhessischen Stadt Wolfhagen, Landkreis Kassel, die vermutlich bereits im 14. Jahrhundert wüst fiel. Sie wurde um 1018 erstmals urkundlich erwähnt.

## Geographische Lage
Der kleine Ort befand sich etwa 2,5 km nordöstlich von Wolfhagen auf 235 m Höhe auf dem Nordufer der Erpe zwischen Elmarshausen im Westen und der Landesstraße L 3214 und dem Schützeberg im Osten.

## Geschichte
Die erste schriftliche Erwähnung des Orts „Rainlefessun“ erfolgte vermutlich um 1018 – laut einer Abschrift der „Vita Meinwerci“ aus dem 12. Jahrhundert – als Graf Dodiko von Warburg seinen gesamten Besitz, darunter Güter zu Renlewessen, dem Hochstift Paderborn schenkte.
Der Ort gehörte wohl spätestens seit der Wende zum 12. Jahrhundert mehrheitlich den Grafen von Everstein und nach ihnen dem Herzogtum Braunschweig-Lüneburg, das den letzten Grafen von Everstein, Hermann VII., im 15. Jahrhundert beerbt hatte. Lehnsinhaber waren zunächst die Herren von Gudenberg und nach deren Erlöschen im Mannesstamm mit dem Tod Eberhards von Gudenberg im Jahre 1534 dessen Schwiegersohn Hermann von der Malsburg, Marschall des Landgrafen Philipp I. von Hessen, und dessen Nachkommen. Daneben hatten zu verschiedenen Zeiten auch das Kloster Hasungen, Werner von Helfenberg und die Stadtkirche zu Wolfhagen Grundbesitz in Renlewessen.